# Vlad Botoș
Vlad Botoș (* 15. Juni 1986 in Arad) ist ein rumänischer Politiker. Derzeit  ist er Mitglied des Europäischen Parlaments für die Save Romania Union (USR).
Er ist Mitglied im Ausschuss für Binnenmarkt und Verbraucherschutz. Vlad Botoș gehört der liberalen Fraktion Renew Europe an.